# اکنون ظاهری
اکنون ظاهری (انگلیسی: Specious present) مدت زمانی است که ادراک و دریافت فرد او را در زمان حال در نظر می‌گیرد. ادراک زمان، حس کردن زمان را بررسی می‌کند چراکه این احساس با دیگر حواس تفاوت دارد و این تفاوت از آن‌جا ناشی می‌شود که مغز نمی‌تواند زمان را حس کند بلکه مجبور است آن را بازسازی کند.